# Egyptian Light Transport Manufacturing Company
Egyptian Light Transport Manufacturing Company, kurz Eltramco, war ein Unternehmen aus Ägypten.

## Unternehmensgeschichte
Das Unternehmen hatte seinen Sitz in Kairo. Es war eine Tochtergesellschaft der Egyptian Automotive Company, die Autos der Marke Ramses herstellte, und außerdem eine Abteilung von El Nasr Automotive Manufacturing Company. Das Unternehmen produzierte Personenkraftwagen und Nutzfahrzeuge europäischer Hersteller in Lizenz.

## Modelle
Genannt sind die Modelle Fiat 125, Fiat Ritmo, Seat 600, Geländewagen von Aro und Lastkraftwagen von MAN. Eine andere Quelle nennt Nutzfahrzeuge von Żuk.